# Anha
Anha est une paroisse civile portugaise (en portugais : freguesia) de la municipalité de Viana do Castelo, dans le district de Viana do Castelo.
Lors du recensement de 2021, Anha compte 2 257 habitants.